# Miz
Miz, właściwie Watanabe Mizuki (渡辺みづき, ur. 6 marca 1981 roku w Kitami na Hokkaidō, Japonia) – aktorka, piosenkarka. Karierę rozpoczęła w Szwecji i Japonii. Jej studio znajduje się na Gotlandii w Szwecji.

## Życiorys
Już w bardzo młodym wieku Mizuki Watanabe wykazywała duże zainteresowanie i talent muzyczny. Zawsze chciała zostać wokalistką, ale mieszkając na Hokkaido miała ku temu małe możliwości. Kiedy chodziła do szkoły średniej, właściciel salonu piękności do którego uczęszczała namówił ją by wzięła udział w konkursie talentów, który udało jej się wygrać.
Po ukończeniu szkoły średniej przeniosła się do Tokio. Wkrótce potem podpisała kontrakt z wytwórnią Universal Victor. W 1999 pod własnym imieniem wydała debiutancki singel I Will. Następnym jej singlem było Ambition, ale nic nie wskazywało, by współpraca z Universal Victor miała przynieść kolejne albumy.
W 2003 roku rozpoczęła współpracę ze szwedzkim producentem Tordem Bäckströmem, który szukał kogoś, kto wykona piosenkę napisaną przez szwedzkiego pisarza. W 2003 r. Watanabe pojechała do Szwecji. Jej wydany pod pseudonimem Miz singel Waiting dotarł do 8 miejsca na szwedzkiej liście przebojów miejscu. W tym samym roku wydała również album Story Untold, zawierający dziesięć piosenek w całości po angielsku. Również w 2004 pojawił się w Japonii jej singiel New Day, który debiutował na 20 miejscu listy przebojów Oricon.
Aby promować swój pierwszy japoński album Say It's Forever, Miz została zaproszona na Tajwan do udziału w koncercie wraz z innymi lokalnymi i zagranicznymi artystami. Zagrała tam trzy piosenki, "New Day", "Waiting" i "Say It's Forever". Wzięła również udział w show AIUEO.
Po wydaniu w lutym 2006 albumu Mizrock zniknęła na jakiś czas ze sceny, ale w lipcu 2007 powróciła z mini-albumem Good bye, yesterday, wydanym pod pseudonimem Mizrock. Piosenka "Good bye, yesterday" z tego albumu został wykorzystany jako drugi ending do popularnego anime "Romeo x Juliet". Miz przeniosła się ze studia Victor Interactive do Nayutawave Records.

## Dyskografia

### 渡辺みづき (Watanabe Mizuki)
Single
- I Will 18 czerwca 1999
- Ambition 24 listopada 1999
- 青い記憶 Hello, world 25 sierpnia 2001

Kompilacje
- Aoi Kioku 「青い記憶 "Hello, world." Original soundtrack 25 października 2002

### Miz
Albumy
Japonia
- Say It's Forever 30 czerwca 2003
- Dreams 9 marca 2005
- Mizrock 22 lutego 2006

Szwecja
- Story Untold 17 listopada 2004

Kompilacje
- Say It's Forever 21 lipca 2004
- Say It's Forever 22 września 2004

Single
Japonia
- New Day 18 lutego 2004
- Waiting for 21 lipca 2004
- In the sky 3 września 2005
- Backseat Baby 30 listopada 2005
- Bittersweet 25 stycznia 2006
- Faraway 26 maja 2010

Szwecja
- Waiting 13 sierpnia 2004

### Mizrock
Albumy
- Good bye, yesterday 25 lipca 2007 (ending anime Romeo × Julia)

Single
- Best Friend 24 października 2007
- Thank You 20 lutego 2008
- ペッパー警部 (Pepper Keibu; Inspector Pepper) 2 lipca 2008

## Gry
Jej utwór In the sky został wykorzystany do soundtracku gry Grandia III.

## Covery
W 2006 roku Ewa Farna na swojej debiutanckiej płycie zamieściła cover utworu In the sky pt. Zapadlej Kram, a w 2007 na płycie Sam na sam polski odpowiednik Tam gdzie nie ma dróg.